# 宮城県道235号荒井荒町線
宮城県道235号荒井荒町線（みやぎけんどう235ごう あらいあらまちせん）は、宮城県仙台市若林区から青葉区へ至る宮城県の一般県道である。

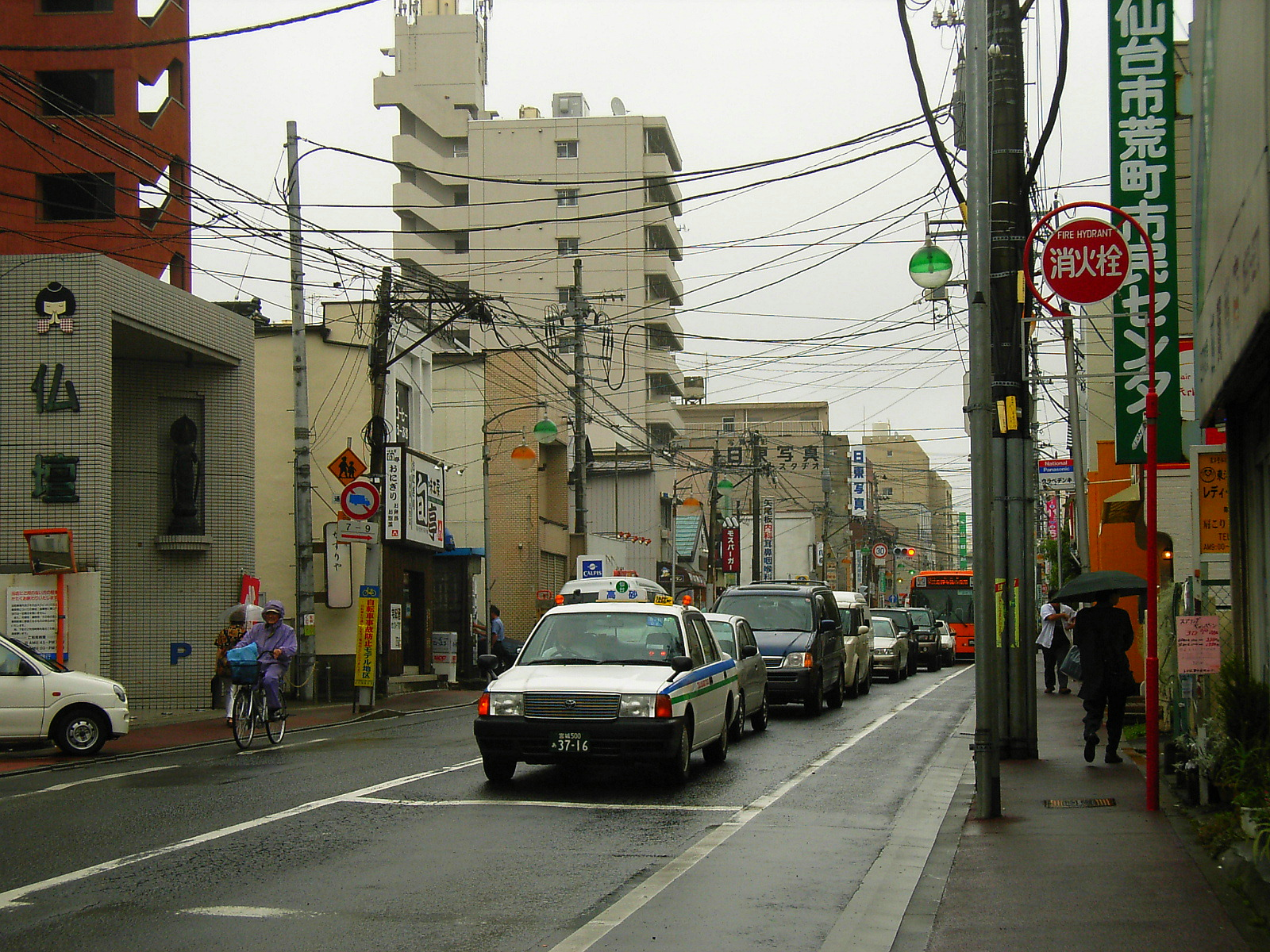
終点付近の荒町（2005年7月）

## 区間
- 起点：若林区荒井字堀添（荒井土地区画整理事業地内・若林区役所七郷行政サービスセンター前）（宮城県道137号荒浜原町線との交点）
- 終点：青葉区五橋二丁目（国道286号愛宕上杉通りとの交点）

## 途中交差する道路
- 国道4号仙台バイパス（若林区かすみ町）
- 宮城の萩大通り（若林区一本杉町）

※JR東北本線（宮城野貨物線）とは若林区役所西側で立体交差している。

## 特徴
仙台市都心部と荒井・六丁の目地区を結ぶ県道。全区間片側1車線で、中心部では直角コーナーや狭隘区間が多いがバス通りともなっている。さらに若林区役所前を通過するため交通量はかなり多い。また国道286号上り方面から当線へは（愛宕大橋方面から若林区荒町方面）終日右折禁止。
南鍛冶町のクランクより西側は、若林城および若林城下町建設時以降の旧奥州街道であり、御譜代町の荒町（現・荒町商店街）や毘沙門堂など、江戸時代からの歴史がある。東側は若林区役所辺りまでは、足軽町であった三百人町、保春院前丁と続いている。
若林区役所から東は、一本杉町、中倉、遠見塚を経て仙台バイパスとなっている。